# Cantón de Le Quesnoy-Oeste
El cantón de Le Quesnoy-Oeste era una división administrativa francesa, que estaba situada en el departamento de Norte y la región de Norte-Paso de Calais.

## Composición
El cantón estaba formado por trece comunas, más una fracción de la comuna que le daba su nombre:
- Bry
- Eth
- Frasnoy
- Gommegnies
- Jenlain
- Le Quesnoy (fracción)
- Maresches
- Orsinval
- Preux-au-Sart
- Sepmeries
- Villereau
- Villers-Pol
- Wargnies-le-Grand
- Wargnies-le-Petit

## Supresión del cantón de Le Quesnoy-Oeste
En aplicación del Decreto nº 2014-167 de 17 de febrero de 2014, el cantón de Le Quesnoy-Oeste fue suprimido el 22 de marzo de 2015 y sus 14 comunas pasaron a formar parte; nueve del nuevo cantón de Aulnoye-Aymeries y cinco del nuevo cantón de Avesnes-sur-Helpe.